# Diocesi di Urbisaglia
La diocesi di Urbisaglia (in latino Dioecesis Urbis Salviae) è una sede soppressa e sede titolare della Chiesa cattolica.

## Storia
Urbs Salvia, il cui sito archeologico si trova nei pressi di Urbisaglia in provincia di Macerata, fu un'antica sede vescovile, attestata alla fine del V secolo.
Al concilio romano convocato da papa Simmaco e riunito sotto la sua presidenza nella basilica di San Pietro il 1º marzo 499, partecipò il vescovo Lampadio, menzionato negli atti in due occasioni: nella lista delle presenze, figura al 63º posto tra Bellatore di Ostia e Adeodato di Formia, mentre nella lista delle sottoscrizioni conciliari il suo nome appare al 68º posto tra Mario di Tiferno e Adeodato di Formia.
Incerta è tuttavia l'assegnazione della sede episcopale del vescovo Lampadio, a causa delle diverse lezioni riportate dalla tradizione manoscritta, dove si trovano sia Urbis Salviensis sia Urbis Albiensis. Ferdinando Ughelli, nella sua Italia sacra, assegnò questo vescovo alla diocesi di Alba in Piemonte; il suo discepolo e continuatore della sua opera, Nicola Coletti, assegnò invece Lampadio alla sede marchigiana, seguito anche da Giuseppe Cappelletti. Nell'edizione critica degli atti conciliari del 499, Theodor Mommsen restituì la lezione Lampadius episcopus ecclesiae Urbis Salviensis, ossia vescovo di Urbs Salvia; sull'autorità del Mommsen, altri autori hanno attribuito Lampadio alla diocesi di Urbisaglia, tra cui Francesco Lanzoni. Tuttavia, studi successivi hanno continuato ad assegnare Lampadio alla diocesi di Alba; tra questi si possono ricordare quelli di Fedele Savio e di Paul Kehr
Gaetano Moroni, riprendendo alcune osservazioni del Colucci, ritiene che Urbisaglia non potesse essere sede vescovile alla fine del V secolo, in quanto la città, secondo quanto racconta Procopio di Cesarea nel De bello Gotico, era stata distrutta da Alarico fra il 408 e il 409. Secondo Louis Duchesne invece la città, con la sede vescovile, sopravvisse ad Alarico, ma venne definitivamente distrutta e abbandonata con l'invasione dei Longobardi. Nel VII secolo il territorio dell'antica diocesi venne diviso fra la sedi di Fermo e di Camerino.
Dal 1968 Urbisaglia è annoverata tra le sedi vescovili titolari della Chiesa cattolica; dal 7 dicembre 2012 l'arcivescovo, titolo personale, titolare è Georg Gänswein, nunzio apostolico in Lituania, Estonia e Lettonia.

## Cronotassi

### Vescovi residenti
- Lampadio ? † (nominato nel 499)

### Vescovi titolari
- Manuel Moll y Salord † (5 ottobre 1968 - 23 marzo 1972 deceduto)
- Rafael García González † (10 luglio 1972 - 30 maggio 1974 nominato vescovo di Tabasco)
- José Mario Escobar Serna † (20 giugno 1974 - 3 maggio 1982 nominato vescovo coadiutore di Palmira)
- José Roberto López Londoño † (24 maggio 1982 - 9 maggio 1987 nominato vescovo di Armenia)
- Giuseppe Bertello (17 ottobre 1987 - 18 febbraio 2012 nominato cardinale diacono dei Santi Vito, Modesto e Crescenzia)
- Georg Gänswein, dal 7 dicembre 2012